# Kareem El Torkey
Kareem El Torkey, né le 21 septembre 2004 au Caire, est un joueur professionnel de squash représentant l'Égypte. Il atteint, en juin 2025, la 36e place mondiale sur le circuit international, son meilleur classement. Son frère Omar El Torkey (en) est également joueur professionnel de squash.

## Biographie
Il s'initie au squash à l'âge de 5 ans avec son frère Omar El Torkey de trois ans son aîné. Il étudie à l'université de Virginie et fait partie de l'équipe de squash universitaire.
Il intègre le top 50 en avril 2025 à la suite de son parcours au tournoi Squash on Fire Open 2025 où il se hisse en demi-finale de son premier tournoi PSA Bronze.